# 天子山地
天子山地（てんしさんち）は、山梨県南部と静岡県北部にまたがる山地。天守山地（てんしゅさんち）ともいう。

## 概要
当山地は富士川と富士山の裾野の間に位置し、東側に比べ西側の標高が低い。本栖湖に南接し、南北に細長く連なる。北部にこの最高峰の毛無山（標高1,964 m）があり、南に向かって高度を下げる。西に赤石山脈の前衛となる身延山地が富士川を挟んで対峙する。地質は第三紀御坂層群 の堆積岩類とそれを貫く花崗岩からなる。600万-800万年前に南にあった島が本州に衝突してその一部になったものであると推定されている。北側に接続する御坂山地、西側にある身延山地と共に伊豆半島の衝突による隆起であるとする説も増えつつある。北東部の竜ヶ岳から長者ヶ岳にかけての東側の静岡県側の山域は富士箱根伊豆国立公園の特別地域の指定を受けている。山麓には本栖湖、朝霧高原、白糸の滝、田貫湖などの観光地がある。

## 主な山

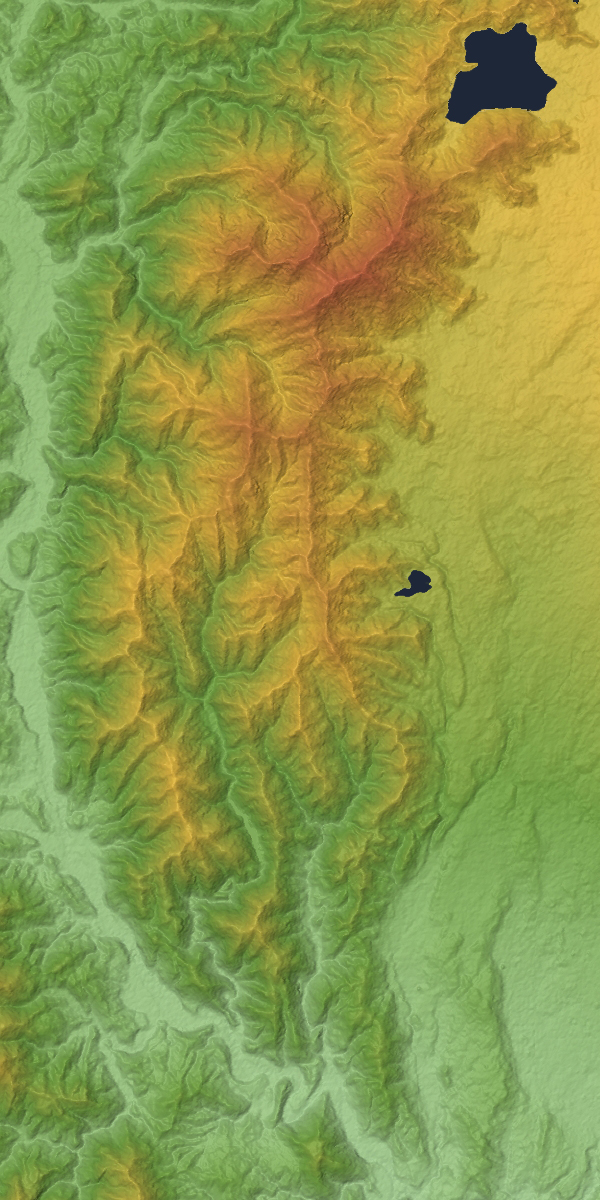
天子山地の鳥瞰図。右は富士山の裾野、右上に本栖湖、左端に富士川

主な山を下表に示す。
| 山容                                                                                   | 山名     | 標高(m)  | 三角点等級 基準点名            | 毛無山からの 方角と距離(km) | 備考                                     |
| -------------------------------------------------------------------------------------- | -------- | -------- | ------------------------------ | --------------------------- | ---------------------------------------- |
| 南東山麓から望む竜ヶ岳（2015年12月17日撮影）                                           | 竜ヶ岳   | 1,485    |                                | 北東 5.0                    | 山梨百名山                               |
| 北側の竜ヶ岳から望む雨ヶ岳（2015年12月5日撮影）                                        | 雨ヶ岳   | 1,771.55 | 三等 「雨ケ岳」                | 北東 2.4                    |                                          |
| 富士山から望む雲海に浮かぶ毛無山（2018年7月3日撮影）                                   | 毛無山   | 1,964    | 一等 「毛無山」 （1,945.40 m） | 0                           | 天子山地の最高峰 日本二百名山 山梨百名山 |
| 越前岳から望む長者ヶ岳（2020年1月5日撮影）                                             | 長者ヶ岳 | 1,335.66 | 三等 「熊平」                  | 南 8.3                      | 山梨百名山                               |
|                                                                                        | 三石山   | 1,173    |                                | 南南西 9.2                  | 山梨百名山                               |
| 越前岳から望む天子山地の天子ヶ岳（中央部）と長者ヶ岳（その右隣）（2016年12月17日撮影） | 天子ヶ岳 | 1,330    |                                | 南 9.6                      |                                          |
| 越前岳から望む思親山（2020年1月5日撮影）                                               | 思親山   | 1,036.87 | 二等 「栄村」                  | 南南西 14.2                 | 山梨百名山                               |
| 越前岳から望む白水山（2020年1月5日撮影）                                               | 白水山   | 811.60   | 三等 「白水山」                | 南 17.3                     |                                          |

## 主な峠
主な峠を以下に示す。

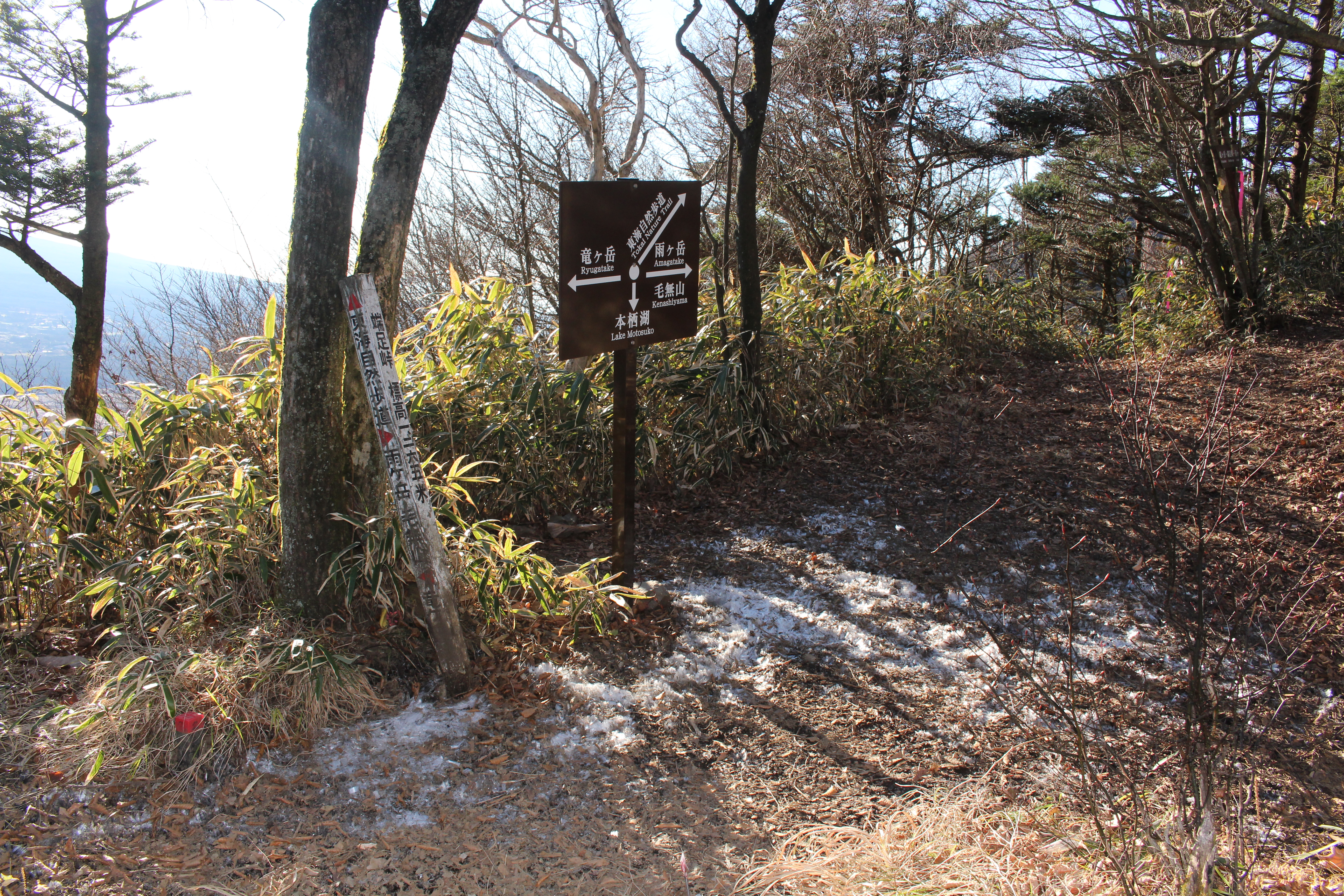
端足峠

- 佛峠 - 雨ヶ岳の北側、御坂山地との間、標高約1,120 m
- 割石峠 - 竜ヶ岳と富士山の裾野との鞍部、標高978 m、山梨県と静岡県の県境、国道139号が縦断する[9]
- 端足峠 - 竜ヶ岳と雨ヶ岳との鞍部、標高1,265 m
- 地蔵峠 - 毛無山の南、標高約1,495 m
- 佐野峠 - 思親山の北側、標高845 m、東海自然歩道が通る[10]
- 石水峠 - 白水山の北側、標高約480 m、林道が通る
- 桜峠 - 山域の南部、標高約310 m、国道469号が通る

## 源流の河川

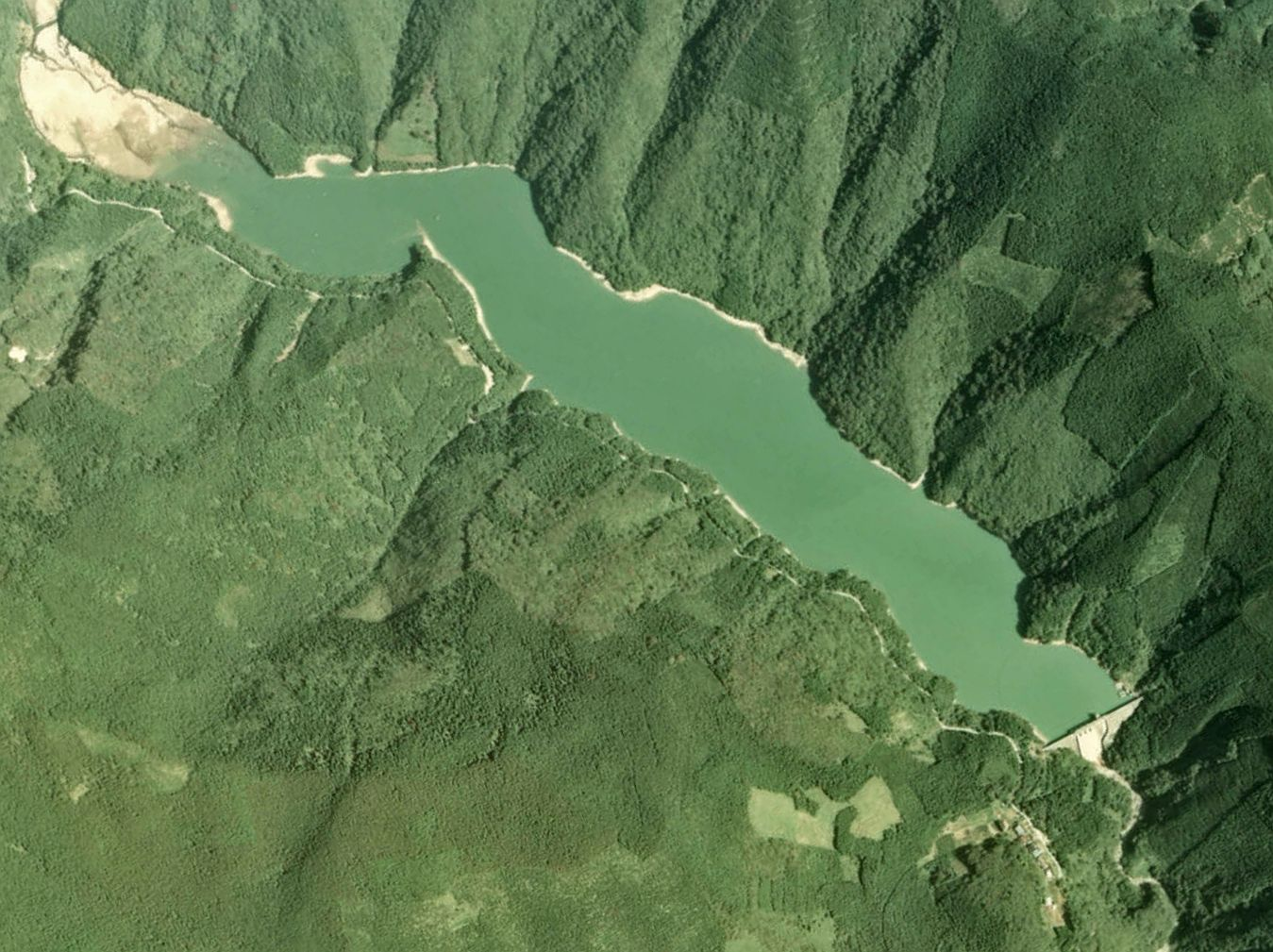
佐野川の柿元ダム湖の天子湖

以下の河川の源流となる山域で、太平洋側の駿河湾へ流れる。思親山の東側には佐野川の柿元ダム湖の天子湖がある。天子ヶ岳の南側の稲子川には天子の七滝がある。毛無山の南山腹の芝川の上流部には不動の滝がある。
- 潤井川
- 常葉川、椿川、佐野川、稲子川 、芝川 - 富士川の支流

## 周辺
- 本栖湖

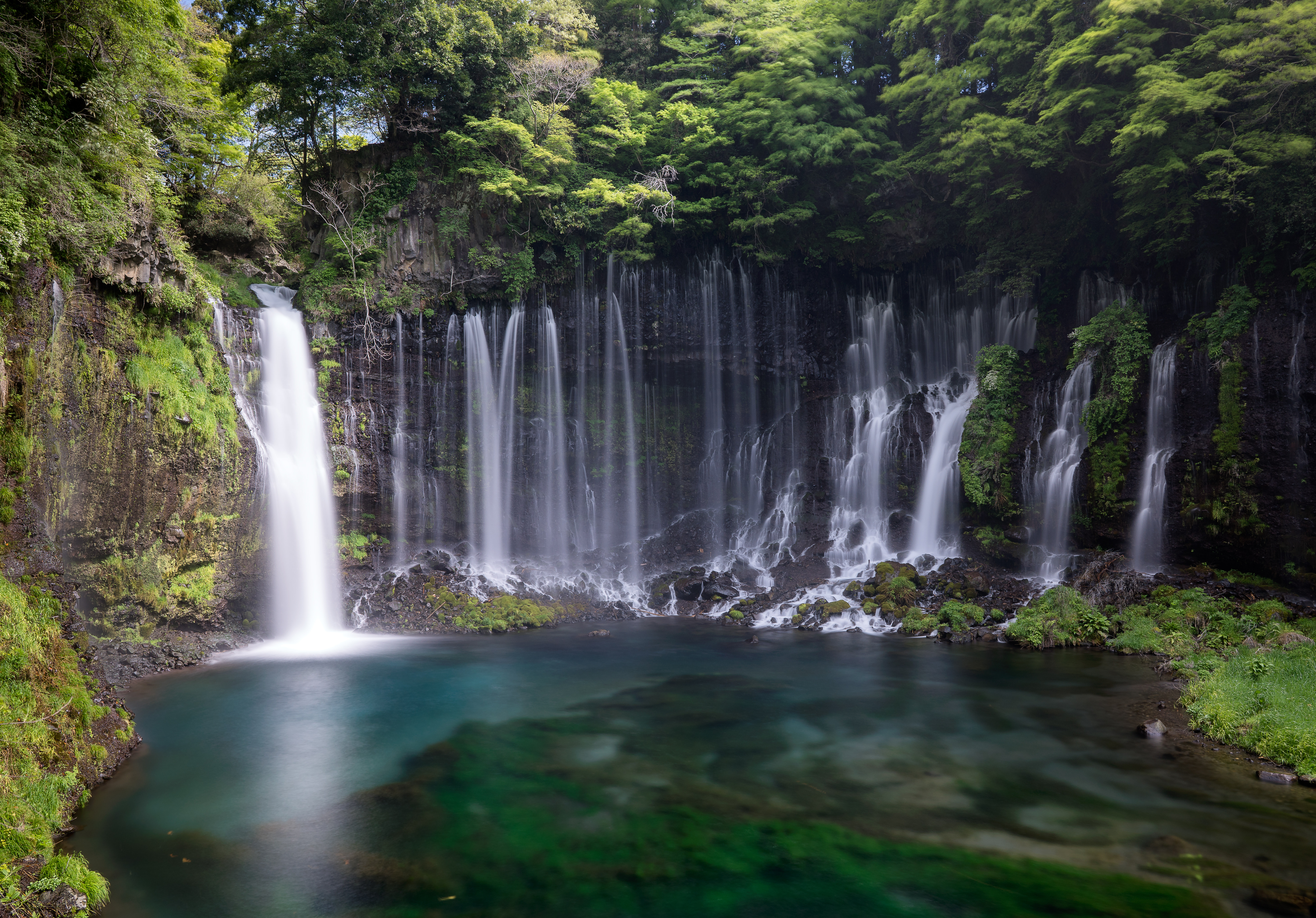
白糸の滝、静岡県富士宮市

- 甲斐金山遺跡中山金山 - 毛無山の南西山腹、山梨県南巨摩郡身延町にある「甲斐金山遺跡中山金山」が、1997年（平成9年）9月2日に、国の史跡の指定を受けている[11]。
- 朝霧高原
- 白糸の滝 - 南東山麓の芝川にある滝
- 田貫湖

## 天子山地からの風景

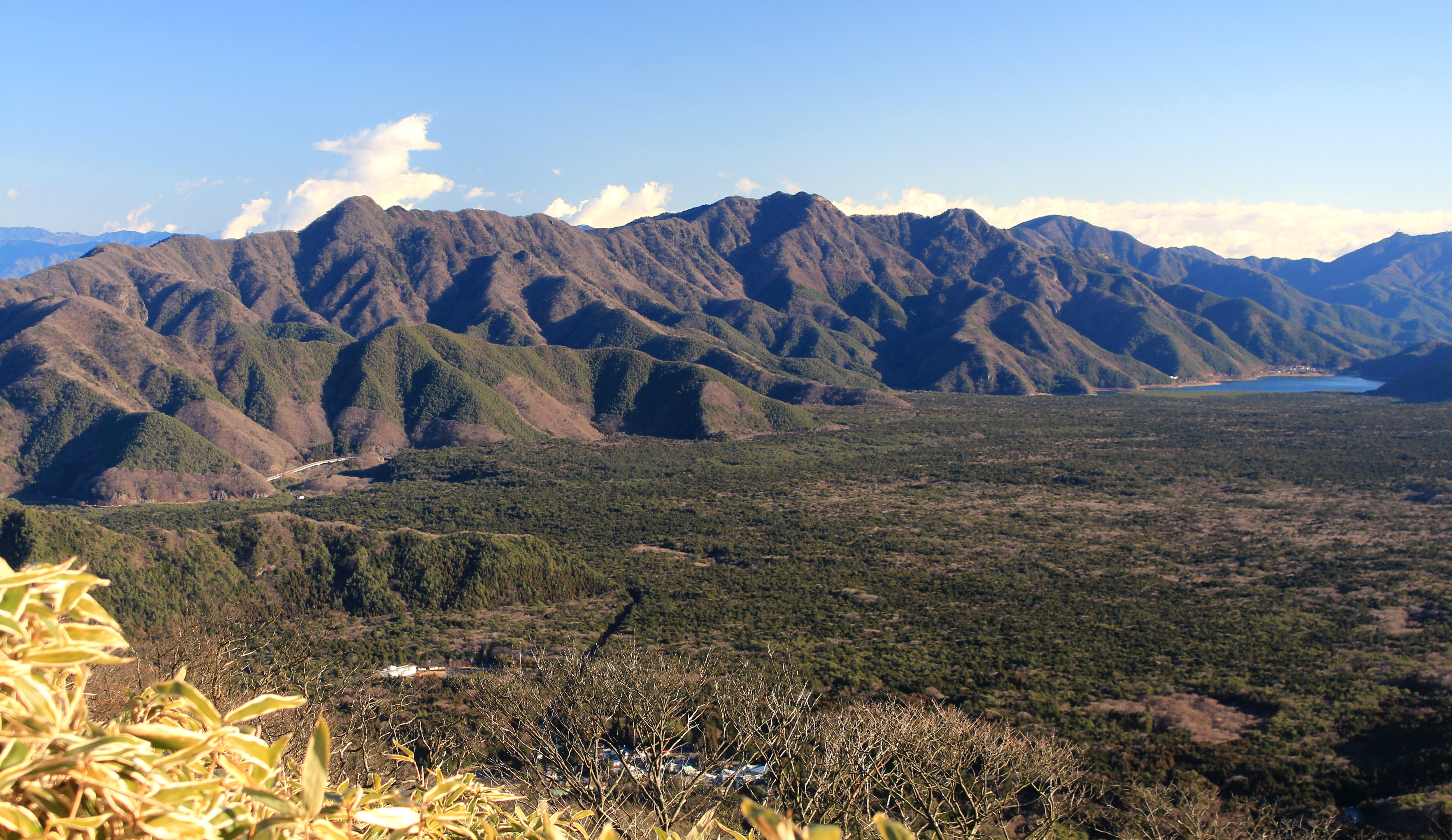
竜ヶ岳から望む御坂山地と青木ヶ原、右中央に西湖
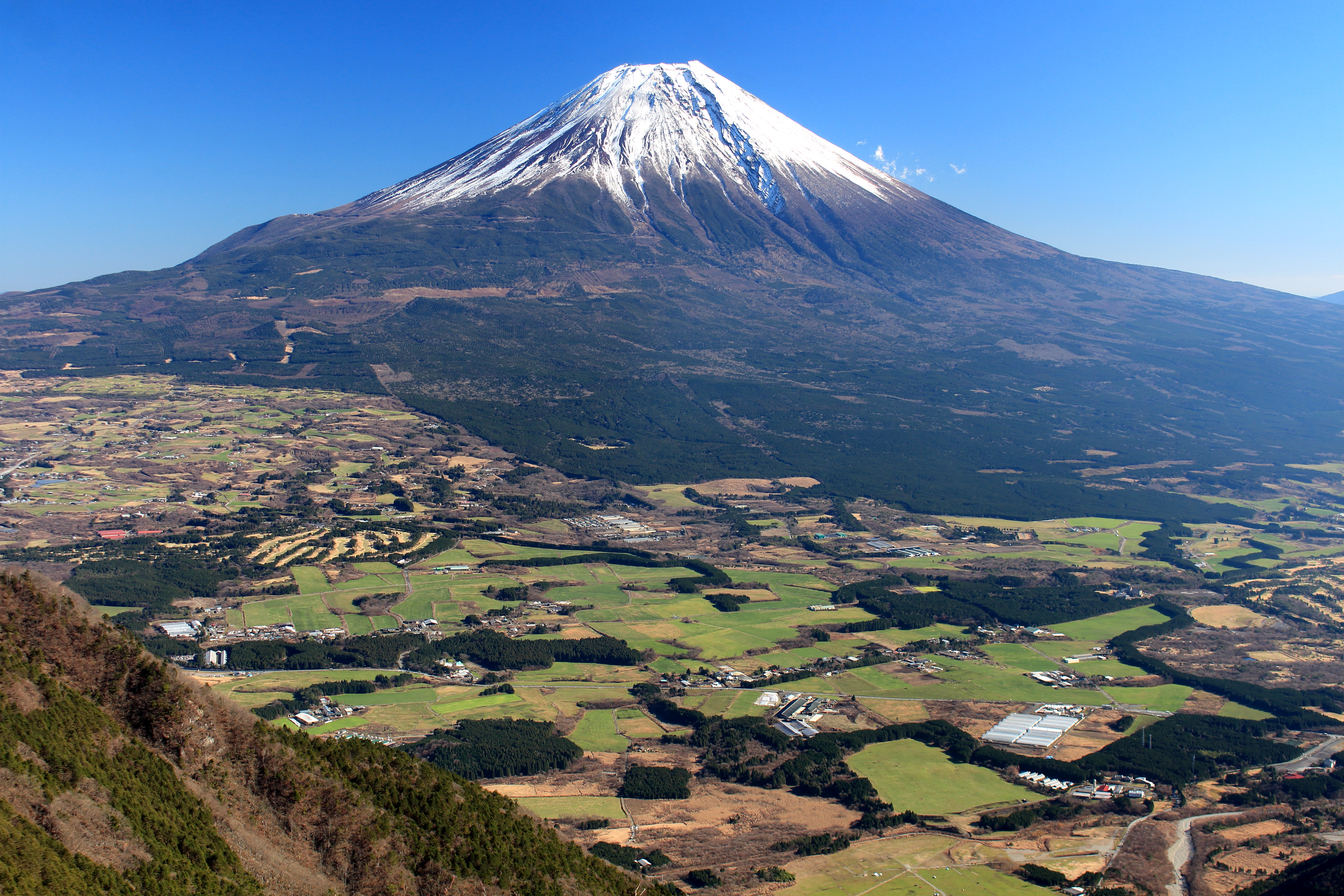
毛無山から望む朝霧高原と富士山
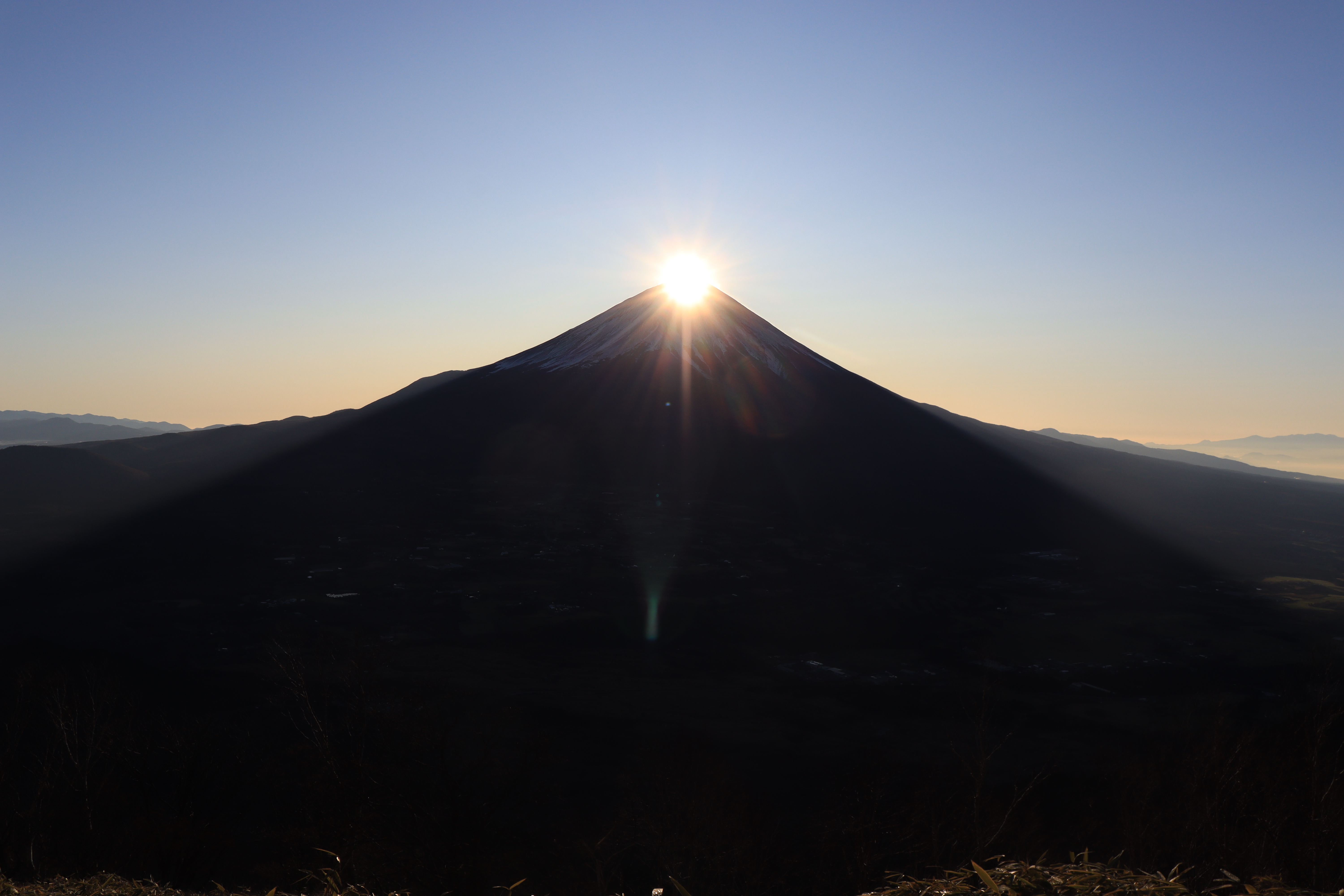
雨ヶ岳から望むダイヤモンド富士

## 交通

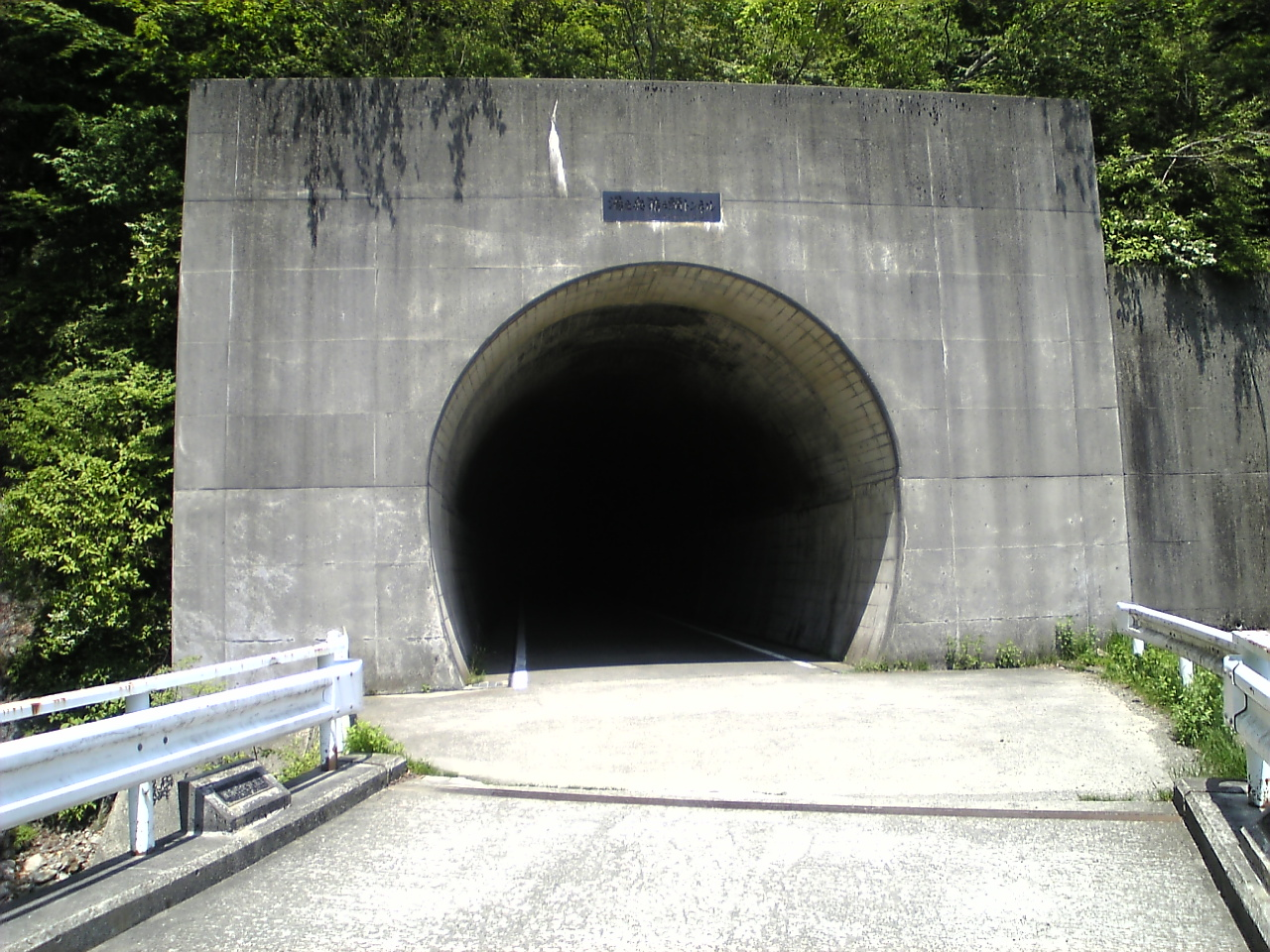
山域を横断する林道湯之奥猪之頭線の林道湯之奥猪之頭トンネル

西山麓に東海旅客鉄道（JR東海）の身延線が通る。毛無山と長者ヶ岳との中間点付近を林道湯之奥猪之頭線の林道湯之奥猪之頭トンネルが貫通する。山域の北側に国道360号、山梨県道412号栃代常葉線、山梨県道709号本栖湖畔線が通り、東山麓に国道139号（富士宮道路）が通り、南東山麓に静岡県道414号富士富士宮線が通り、南域に国道469号、静岡県道398号上稲子長貫線が通り、南西山麓に山梨県道10号富士川身延線が通り、西山麓に山梨県道9号市川三郷身延線が通り、北西山麓に中部横断自動車道が通り、毛無山の西山麓には下部温泉早川インターチェンジがある。東海自然歩道が山域の北東側、長者ヶ岳、思親山を通り南西に縦断している。

## 自治体
- 山梨県
  - 南都留郡富士河口湖町
  - 南巨摩郡身延町
  - 南巨摩郡南部町
- 静岡県
  - 富士宮市